# Luc Mbah a Moute
Luc Richard Mbah a Moute (* 9. September 1986 in Yaoundé) ist ein kamerunischer Basketballspieler. Der 2,03 m große Kameruner spielt auf den Small Forward und Power Forward Positionen. Mbah a Moute ist Prinz des Dorfes, in dem er geboren wurde. Er ist der Sohn des Generaldirektors der kamerunischen Arbeitsverwaltung (Fonds National de l'Emploi bzw. National Employment Fund), Camille Mouté à Bidias.

## Werdegang
Bevor er in der NBA spielte, spielte er für die Montverde Academy im US-Bundesstaat Florida und dann von 2005 bis 2008 für die Universität von Kalifornien, Los Angeles (UCLA). In der Saison 2007/08 hatte er einen Durchschnitt von 8,8 Punkten und 6,0 Rebounds pro Spiel.
Luc Richard Mbah a Moute wurde 2008 beim Draftverfahren der NBA in der zweiten Runde an 37. Stelle von den Milwaukee Bucks ausgewählt. Er spielte bis 2013 in Milwaukee, seinen besten Mittelwert in der Punktausbeute erreichte er in dieser Zeit im Spieljahr 2011/12 (7,7 je Begegnung), mit 5,9 Rebounds je Begegnung verbuchte er seinen Höchstwert in seinem ersten NBA-Jahr.
Im Laufe des Sommers 2013 wurde Mbah a Moute von den Bucks zu den Sacramento Kings transferiert. Im Gegenzug erhielten die Bucks Draft-Auswahlrechte für die Jahre 2014 und 2015. Für die Kings lief Mbah a Moute jedoch nur in 13 Spielen auf. Bereits im November wurde er von den Kaliforniern erneut transferiert und an die Minnesota Timberwolves abgegeben. Derrick Williams wechselte im Tausch nach Sacramento. Zur Saison 2014/15 folgte ein Wechsel zu den Philadelphia 76ers, die mit der Bilanz von 18 Siegen und 64 Niederlagen als drittschlechteste Mannschaft der NBA abschnitten. Nach der Saison unterschrieb er einen Vertrag bei den Los Angeles Clippers.
Nach Ablauf seines Vertrages in Los Angeles wechselte Mbah a Moute innerhalb der Western Conference und unterzeichnete einen Vertrag über ein Jahr bei den Houston Rockets. Nach einem Jahr verließ er die Rockets wieder und schloss sich erneut den Los Angeles Clippers an. Houston holte ihn im Juli 2020 zurück.

## Wissenswertes
Mbah a Moute ist ein Vetter von Landry Nnoko. Er verhalf diesem zum Wechsel in die Vereinigten Staaten, wo er ebenfalls an der Montverde Academy spielte. Mbah a Moute veranstaltet in seinem Heimatland Trainingsveranstaltungen für Nachwuchsbasketballspieler, bei denen in der Vergangenheit neben Nnoko auch Joel Embiid entdeckt wurde.